# Stephen Hawking
Stephen William Hawking, CBE CH (Oxford, 8 gennaio 1942 – Cambridge, 14 marzo 2018), è stato un cosmologo, fisico, astrofisico, matematico e divulgatore scientifico, scrittore britannico, fra i più autorevoli e conosciuti fisici teorici al mondo, noto soprattutto per i suoi studi sui buchi neri, sulla cosmologia quantistica e sull'origine dell'universo.

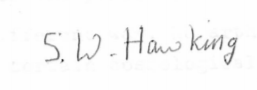
Firma di Stephen Hawking

Tra i suoi contributi più rilevanti figurano la radiazione di Hawking, la teoria cosmologica sull'inizio senza confini dell'universo (denominata stato di Hartle-Hawking) e la termodinamica dei buchi neri; la fruttuosa collaborazione con altri scienziati ha contribuito all'elaborazione di numerose teorie fisiche e astronomiche: il multiverso, la formazione ed evoluzione galattica e l'inflazione cosmica. Tali teorie, sempre spiegate con chiarezza e semplicità, hanno raggiunto il grande pubblico attraverso numerosi testi di divulgazione scientifica.
Tetraplegico ed incapace di parlare autonomamente dagli anni ottanta a causa di una malattia degenerativa del motoneurone (MND), diagnosticatagli già nel 1963 (probabilmente una forma rara e a progressione meno rapida di sclerosi laterale amiotrofica o SLA), Hawking era costretto a muoversi in sedia a rotelle e a comunicare con un sintetizzatore vocale. Nonostante ciò la sua immagine pubblica, mediata da numerose apparizioni in documentari e trasmissioni televisive, è divenuta una delle icone popolari della scienza moderna, come già accaduto in passato a figure del calibro di Galileo Galilei ed Albert Einstein.
Titolare della cattedra lucasiana di matematica all'Università di Cambridge per trent'anni, dal 1979 al 2009, è stato fino alla morte direttore del Dipartimento di Matematica Applicata e Fisica Teorica di Cambridge. Membro della Royal Society, Royal Society of Arts e Pontificia Accademia delle Scienze, nel 2009 ha ricevuto dal presidente statunitense Barack Obama la Medaglia presidenziale della libertà, la più alta onorificenza degli Stati Uniti d'America.

## Biografia
(Stephen Hawking)
Figlio dello scienziato Frank Hawking (1905-1986) e di Isobel Eileen Walker (1915-2013), Stephen William Hawking nacque a Oxford l'8 gennaio 1942, esattamente 300 anni dopo la morte di Galileo Galilei, come egli stesso amava ricordare. I genitori, sebbene le proprie famiglie non fossero economicamente stabili, frequentarono l'Università di Oxford, dove il padre studiò medicina tropicale e la madre Philosophy, Politics, and Economics. I due si conobbero poco dopo l'inizio della seconda guerra mondiale, in un istituto di ricerca medica dove Frank lavorava come ricercatore e Isobel come segretaria. Dopo aver risieduto per qualche tempo a Highgate, i bombardamenti su Londra fecero maturare in Isobel la decisione di dare alla luce il bambino, per sicurezza, a Oxford. Nel 1950, quando il padre divenne capo della divisione di parassitologia presso il National Institute for Medical Research, la famiglia Hawking si trasferì a St Albans, nell'Hertfordshire.

### Formazione accademica

#### Primaria e secondaria
Stephen Hawking intraprese gli studi presso la Byron House School; in seguito accusò i suoi "metodi progressisti", per la sua iniziale difficoltà nell'imparare a leggere. All'età di otto anni frequentò, per un paio di mesi, la St Albans High School for Girls. Successivamente la Radlett School per un anno e, dal settembre 1952, la St Albans School.
Il padre voleva che il figlio frequentasse la Westminster School. Tuttavia, poiché era ammalato il giorno del test per la borsa di studio, e non potendo la famiglia permettersi di sostenere le tasse scolastiche, Hawking rimase alla St Albans School. Durante questi anni, Hawking sviluppò i suoi primi interessi scientifici che, sebbene fossero osteggiati dal padre che propendeva per una carriera medica, lo portarono a decidere di studiare matematica. 

#### Studente universitario

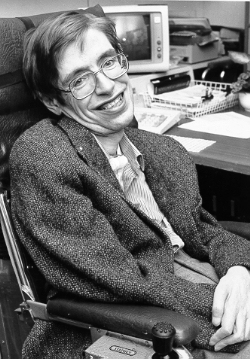
Stephen Hawking alla NASA negli anni '80

Stephen cominciò la sua formazione universitaria nell'ottobre del 1959, all'età di 17 anni, presso lo University College della Università di Oxford. Siccome all'epoca il suo college di riferimento non accoglieva studenti di matematica, Hawking decise di studiare fisica e chimica. Fu il più giovane tra i suoi compagni di corso e trovava il lavoro accademico "ridicolmente facile". Tra il secondo e il terzo anno di studio, Hawking si sforzò "per essere solo uno dei ragazzi". Sviluppò un grande interesse per la musica, la scienza e la fantascienza.
Hawking stimò di aver studiato circa mille ore durante i suoi tre anni a Oxford. Una laurea con lode, di prima classe, era una condizione necessaria per essere accettati al corso di laurea in cosmologia, presso l'Università di Cambridge. Fu molto turbato la notte prima degli esami, ma infine riuscì a ottenere il suo voto di prima classe.
Dopo aver conseguito la laurea con lode in scienze naturali, cominciò il suo lavoro di laurea al Trinity Hall di Cambridge, nell'ottobre del 1962.
All'epoca, gli argomenti più dibattuti nella comunità dei fisici teorici riguardavano l'origine dell'universo e il Big Bang. Durante il 1965, fece sua questa problematica, analizzandola nella propria tesi di laurea.
Nel marzo 1966, Hawking ottenne una borsa di ricerca presso la Gonville and Caius College. Nello stesso anno conseguì il dottorato in matematica applicata e in fisica teorica e vinse, a pari merito con Roger Penrose, il premio Adams, con il saggio dal titolo Singularities and the Geometry of Space-Time.

### Malattia e disabilità
Arrivato nel 1963 a Cambridge, il ventunenne Hawking iniziò a sperimentare alcune difficoltà nell'uso degli arti (che ebbero per conseguenza alcune cadute), tali da spingerlo a sottoporsi ad accertamenti medici (una mielografia e una biopsia muscolare). La diagnosi fu infausta, in quanto fu scoperto essere affetto da una malattia degenerativa dei motoneuroni, che comprometteva la funzione di governo della contrazione muscolare: in particolare si pensò alla sclerosi laterale amiotrofica (SLA) o ad una malattia a essa correlata. Hawking cominciò a usare un bastone e in seguito la sedia a rotelle. Nonostante la depressione seguita alla diagnosi, secondo la quale teoricamente gli rimanevano soltanto due anni di vita, proseguì alacremente gli studi, convolando successivamente a nozze con Jane Wilde, sua prima moglie, che gli farà da infermiera e dalla quale avrà tre figli: Robert (1967), Lucy (1970) e Tim (1979).

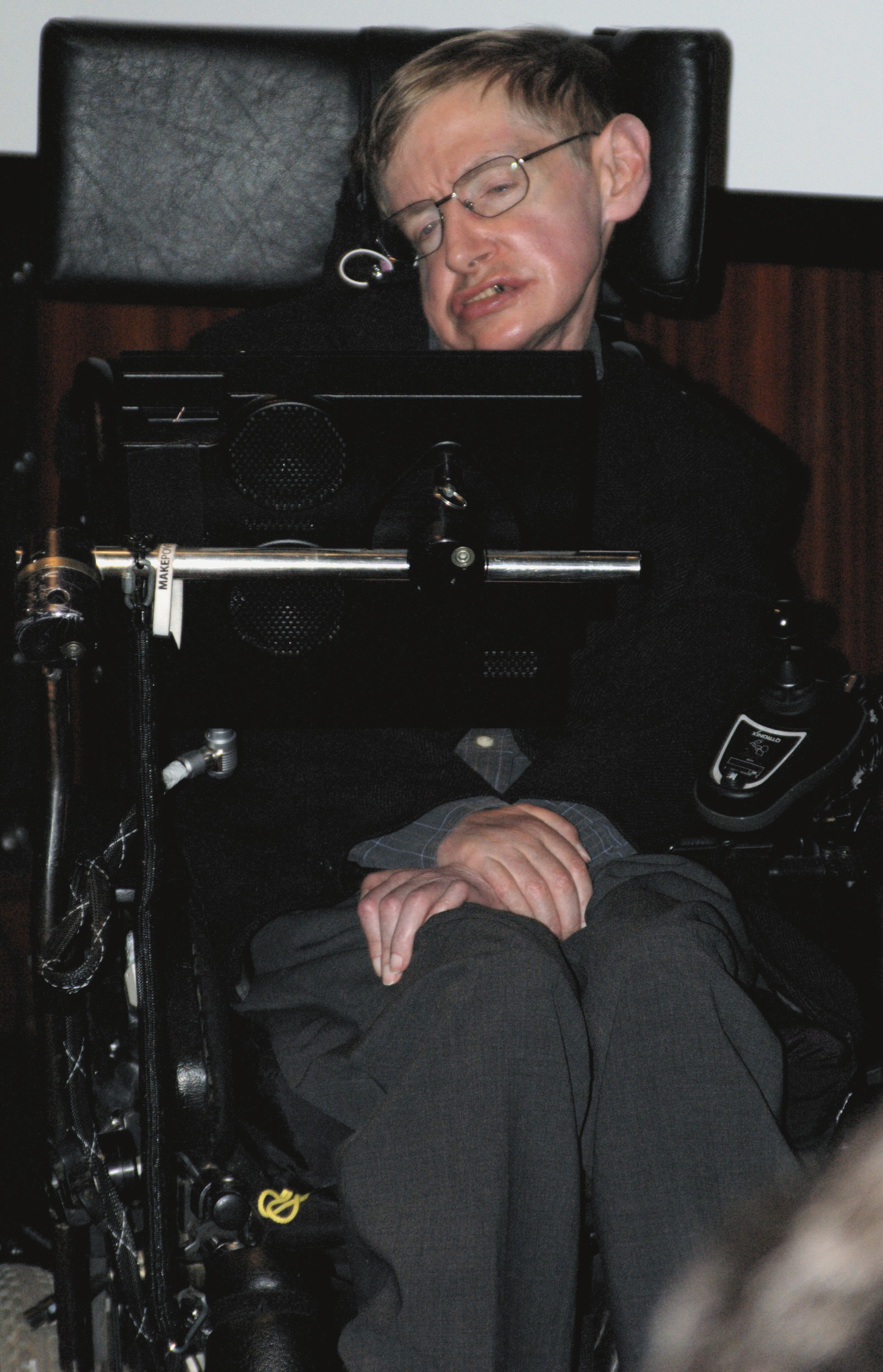
Stephen Hawking il 5 maggio 2006, durante la conferenza stampa alla Biblioteca nazionale di Francia per inaugurare il Laboratorio di Astronomia e Particelle di Parigi

Il decorso e la progressione della malattia di Hawking furono però inusualmente lunghi e lenti, in quanto lo scienziato perse le capacità motorie e l'uso della parola solo dopo più di vent'anni e morì dopo più di cinquant'anni, mentre solitamente i malati di SLA perdono tali capacità entro 5-10 anni ed hanno un'aspettativa di vita molto ridotta; oltre ai movimenti oculari, che permangono di solito anche nella SLA conclamata, conservò anche alcuni movimenti facciali e, fino agli anni 1990, anche alcuni minimi movimenti delle mani (che nei malati di SLA vengono persi in tempi molto più brevi).
Oltre a ciò, benché tracheotomizzato e sottoposto a ventilazione assistita, durante il sonno e in momenti di bisogno conservò la respirazione autonoma e non fece mai uso di ventilatori in sede diurna, tranne che nei periodi in cui ebbe problemi respiratori. Per tali motivi, non è mai stato chiarito in modo certo di quale patologia soffrisse; alcuni sostennero che fosse l'atrofia muscolare progressiva (PMA), simile nella sintomatologia alla SLA e appartenente al medesimo gruppo di malattie neurologiche (tanto che fino a pochi decenni fa era considerata solo una variante clinica della SLA), ma molto meno aggressiva e letale, in quanto colpisce solo il secondo motoneurone. Alcuni esperti, così come lo stesso Hawking, sostennero invece che la sua malattia potesse essere una forma particolare e atipica di SLA, che avrebbe danneggiato gravemente solo il secondo motoneurone; nella forma più comune di SLA, invece, entrambi i neuroni motori sono colpiti egualmente, talvolta anche congiuntamente al bulbo encefalico. La malattia di Hawking colpì in effetti anche il primo motoneurone da subito, anche se in maniera meno seria rispetto al secondo, facendo propendere la diagnosi per una forma non estrema di SLA, vista la disartria e la sofferenza ai muscoli facciali e della deglutizione che lo colpirono dagli anni 1970 in poi.
Molti medici che hanno avuto in cura Hawking sostengono che potesse essere affetto da una variante della SLA poco diffusa, correlata a un difetto di malassorbimento delle vitamine, lenta nella progressione e a esordio giovanile; queste due caratteristiche sono collegate; in caso di SLA, la forma giovanile è la meno virulenta e a un certo punto pare arrestarsi. Hawking inoltre ricevette costanti cure e assistenza - che gli evitarono l'insufficienza respiratoria e la malnutrizione con disidratazione, ossia le due cause principali di decesso nei malati assieme alle infezioni. Il suo lavoro sedentario ed esclusivamente intellettuale, inoltre, gli permise di non sforzare eccessivamente il corpo e, allo stesso tempo, di mantenere in attività la mente; questo ha contribuito a farlo sopravvivere per un tempo insolitamente lungo per una persona nelle sue condizioni. Solo il 5% dei pazienti affetti da questo ceppo di malattie raggiunge i 20 anni e i casi di sopravvivenza così lunga sono pochissimi; la sopravvivenza della maggioranza - il 75% - si attesta fra i due e i cinque anni, il 20% li supera senza arrivare ai 20. Un caso simile a quello di Hawking è quello del musicista statunitense Jason Becker, anch'egli colpito da SLA giovanile, che si è in seguito stabilizzata. I pochi altri pazienti con sintomi come quelli di Hawking necessitano, però, di ventilazione artificiale continua. Nigel Leigh, professore di neurologia clinica del King's College, analizzò il caso di Hawking definendolo come "eccezionale". Dagli anni '80 in poi necessitò di assistenza continua per 24 ore al giorno, tuttavia non fece quasi mai ricorso alla nutrizione artificiale o alla PEG, ma solo all'alimentazione assistita con cibi non solidi con l'aiuto di infermiere personali, dato che negli anni 1990 subì un intervento di separazione di faringe e trachea. Ci sono stati studi medici sulla dieta ipercalorica e ipervitaminica, priva di glutine e oli vegetali, seguita da Hawking, secondo i quali essa avrebbe contribuito alla sua longevità.

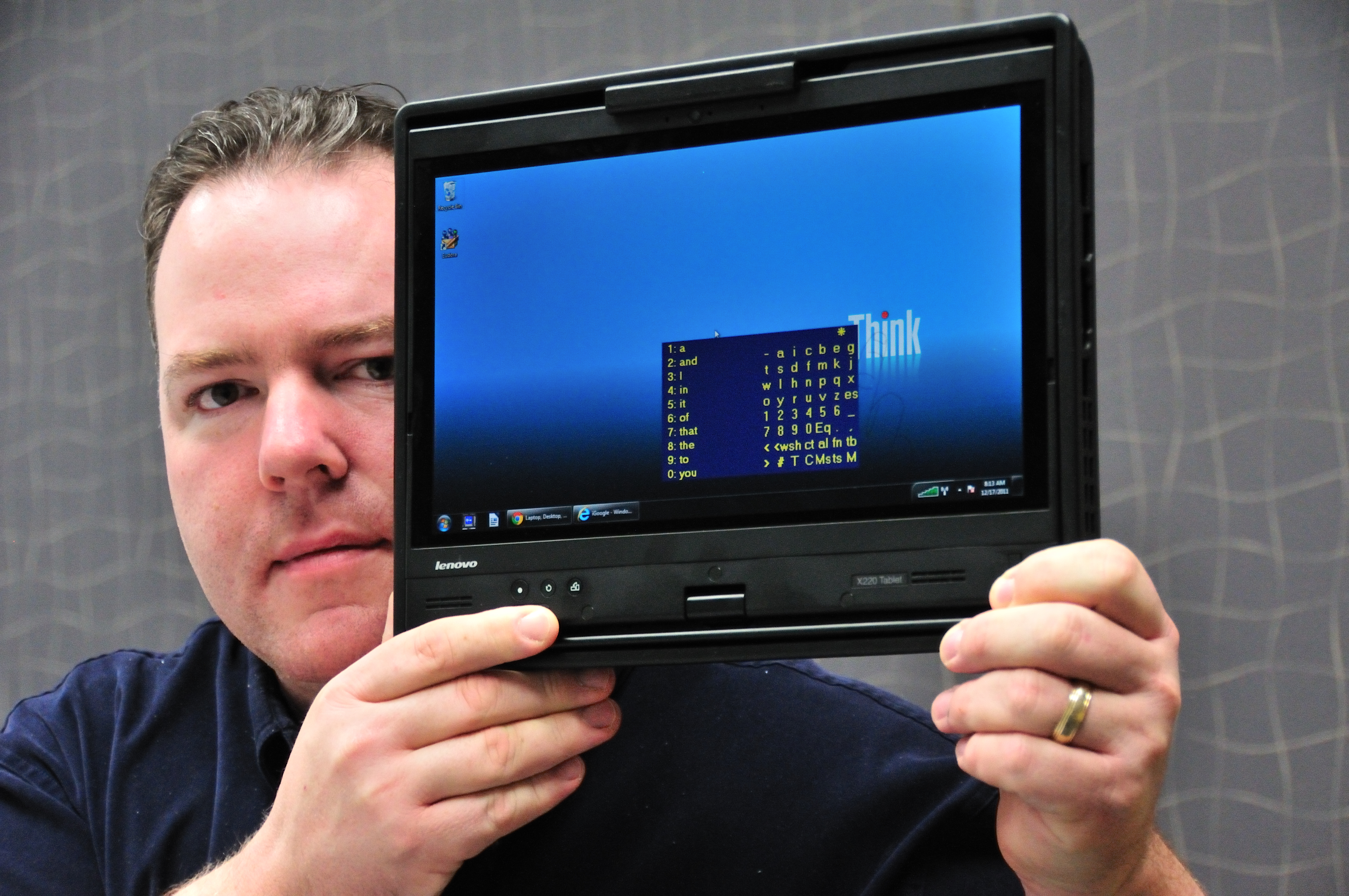
L'ingegnere Travis Bonifield con un computer simile a quello di Stephen Hawking

Nel 1985 Hawking fu colpito da una grave polmonite e venne sottoposto a una tracheotomia permanente, che lo portò alla perdita della funzione vocale. Egli rivelò che, mentre si trovava in coma farmacologico, i medici avrebbero voluto staccarlo dalle macchine, ma fu la moglie Jane a opporsi.
Un tecnico di Cambridge, l'ingegnere informatico David Mason, all'epoca marito di quella che sarebbe poi diventata la seconda moglie di Hawking, Elaine, costruì per lui un sintetizzatore vocale che trasformava in suono ciò che Hawking scriveva su un apposito computer, poi collegato alla sedia a rotelle secondo un sistema inventato dallo stesso Mason. In questo modo Hawking poteva comunicare, sebbene molto lentamente (non più di quindici parole al minuto). Nel 2009 rischiò nuovamente la vita a causa di una polmonite, patologia che lo colpì nuovamente anche in seguito. Le sue condizioni rimasero pressoché stabili dalla metà degli anni '80 fino alla morte, anche se dalla seconda metà degli anni 2000, a causa della debolezza dovuta all'invecchiamento, perse gradualmente i movimenti impercettibili alle dita che gli permettevano di muovere autonomamente la sedia a rotelle elettrica e scrivere sulla tastiera.
In seguito a tali problemi nei movimenti delle dita (che lo rendevano in grado di comporre meno di cinque parole al minuto, in media solo una o due), venne quindi messo a punto per lui un sistema di riconoscimento facciale, che trasforma in parole i movimenti minimi della bocca, della guancia destra e delle sopracciglia, collegato al computer tramite infrarossi sugli occhiali; questo software, perfezionato nel 2011, è in grado di leggere anche i movimenti oculari e di tradurli in parole e frasi. Con questo sistema Hawking poteva esprimersi con circa dieci parole al minuto.
Nel 2013 questo supporto fu arricchito da un nuovo programma, uno scanner cerebrale che permette la lettura di alcuni impulsi cerebrali particolari, che vengono tramutati in dati e poi in simboli, suoni e parole. Questo sistema venne messo a punto nell'eventualità che il professore venisse colpito da una sindrome locked-in, che gli avrebbe impedito completamente qualsiasi movimento fisico, condizione che comunque non si manifestò.

### Docente universitario
La malattia non influenzò minimamente le sue facoltà intellettive, rendendolo in grado di compiere gli studi ed ottenere i grandi risultati per cui è conosciuto. Nel periodo che va dal 1965 al 1970 elaborò alcune teorie che spiegano l'evoluzione dell'universo. Nel 1970 proseguì gli studi sui buchi neri e si occupò anche di divulgazione, con la stesura del suo "capolavoro" e best seller Dal big bang ai buchi neri. Breve storia del tempo, pubblicato nel 1988, vendendo oltre 9 milioni di copie in tutto il mondo.
Nel 1974 entrò a far parte della Royal Society e venne invitato al California Institute of Technology (Caltech) da Kip Thorne, per poi tornare in Europa l'anno successivo.
Nel 1979 fu nominato titolare della cattedra lucasiana di matematica a Cambridge, un posto che era stato occupato da Sir Isaac Newton e Paul Dirac.
Nel 1982 fu nominato commendatore dell'Ordine dell'Impero Britannico dalla regina Elisabetta II, ma Hawking rifiutò il cavalierato (Knight Bachelor, con anteposizione del titolo di "Sir" al nome proprio). In seguito affermò di detestare il concetto stesso di "cavaliere".
Nel 1986 Hawking fu nominato membro della Pontificia Accademia delle Scienze.
Il 30 settembre 2009 lasciò la cattedra lucasiana, venendo sostituito da Michael Green; rimase fino alla morte direttore del Dipartimento di Matematica Applicata e Fisica Teorica.

### Morte
Hawking morì nelle prime ore del mattino del 14 marzo 2018, all'età di 76 anni, nella sua casa di Cambridge. A darne per primi l’annuncio sono stati i suoi tre figli Lucy, Robert e Tim, senza rivelare la causa della morte, affermando che il decesso era stato "sereno", non specificando se avvenuto nel sonno. Il certificato di morte venne reso pubblico il 3 giugno successivo e mostra come causa del decesso la dicitura "malattia del motoneurone", senza menzionare se Hawking fosse morto di insufficienza respiratoria o infezione o altre complicanze comuni della ALS/MND.
La sua ultima apparizione televisiva aveva avuto luogo durante un'intervista in cui discuteva con l’amico e collega Neil deGrasse Tyson il proprio punto di vista sui concetti di tempo e spazio prima del Big Bang. Il giorno della sua morte la bandiera del Gonville and Caius College di Cambridge fu eretta a mezz'asta e un libro di condoglianze fu firmato da studenti e visitatori. Al termine dei Giochi paralimpici invernali 2018 tenuti a Pyeongchang, il presidente dell'IPC Andrew Parsons ricordò Hawking attraverso un discorso conclusivo. I suoi funerali, solennemente privati, si svolsero il 31 marzo presso la Chiesa di Santa Maria Maggiore di Cambridge, chiesa del prestigioso ateneo dove aveva insegnato per 50 anni; nonostante lo scienziato fosse ateo, le esequie ebbero luogo con rito anglicano. Al funerale erano presenti anche gli attori Eddie Redmayne e Felicity Jones, che avevano interpretato rispettivamente i ruoli dello stesso Hawking e di sua moglie Jane Wilde nel film La teoria del tutto. Il suo corpo venne cremato e le ceneri furono interrate nell'Abbazia di Westminster, vicino ai sepolcri di Isaac Newton e Charles Darwin.
Le sue ultime parole al mondo apparvero postume, nell'aprile 2018, sotto forma di un documentario intitolato Leaving Earth: Or How to Colonize a Planet trasmesso su Smithsonian TV Channel. Il suo ultimo studio di ricerca, intitolato A smooth exit from eternal inflation?, about the origin of the universe, Sull'origine dell'universo, fu pubblicato dal Journal of High Energy Physics nel maggio 2018.

## Vita privata
Hawking aveva due sorelle, Philippa (1943) e Mary (1947), e un fratello adottivo, Edward (1956), che fu adottato dalla famiglia Hawking nel 1959. Nel tempo libero era un grande fan della serie televisiva Doctor Who, mostrando un interesse particolare per la fantascienza e il viaggio nel tempo, temi che riflettevano la sua curiosità intellettuale e la sua immaginazione vivida. Questo interesse per la cultura popolare, che ne mette in evidenza il lato umano accanto alle notevoli capacità scientifiche, è stato spesso citato come uno dei suoi tratti distintivi.

### Primo matrimonio
Dopo la laurea a Oxford, Hawking incominciò a frequentare Jane Wilde, un'amica di sua sorella, conosciuta poco prima che gli venisse diagnosticata la malattia. I due si fidanzarono nell'ottobre del 1964 e si sposarono il 14 luglio 1965.

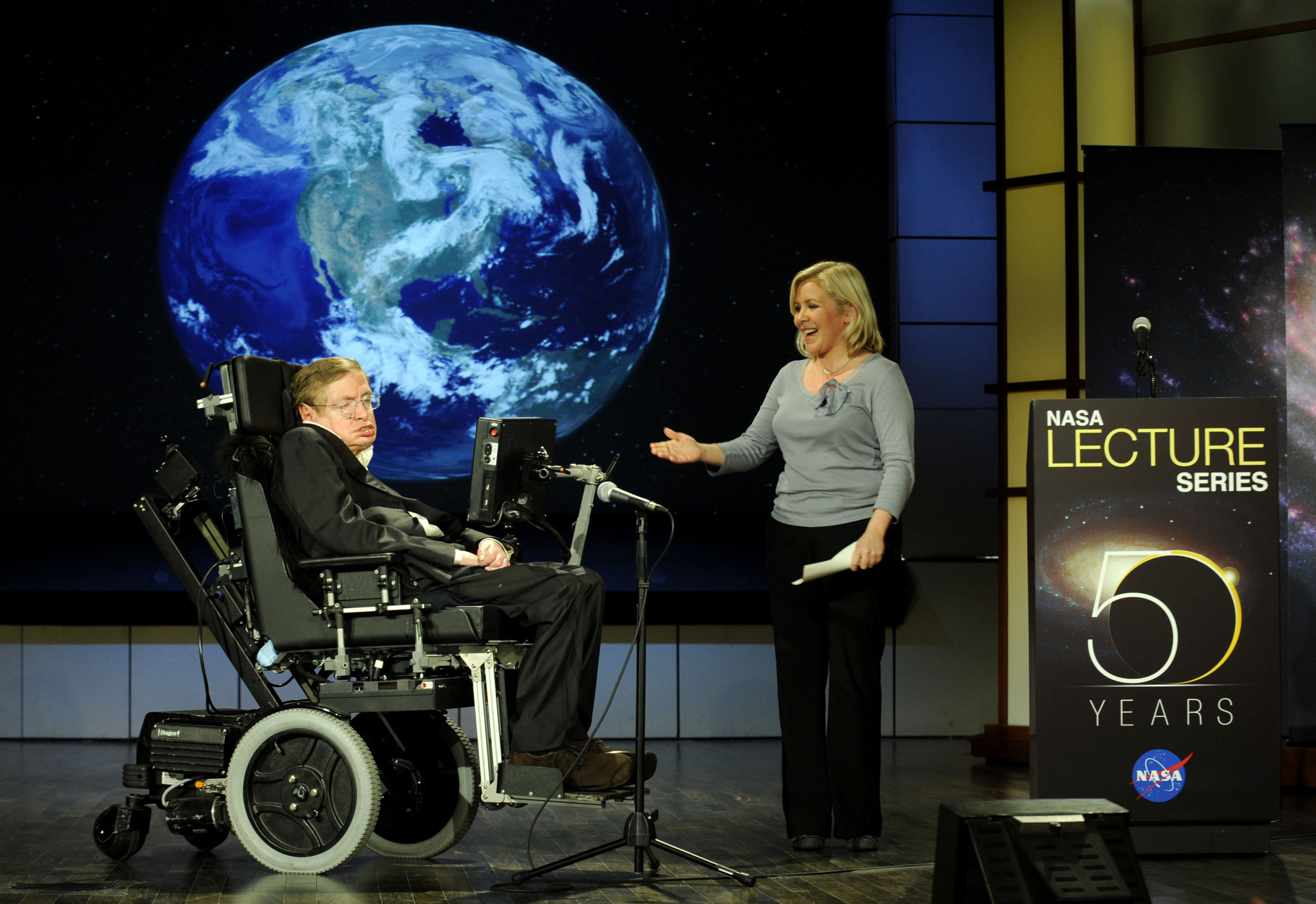
Stephen Hawking con la figlia Lucy nel 50º anniversario della NASA (2008)

Durante i primi anni, Jane abitò a Londra. I due coniugi viaggiarono più volte per gli Stati Uniti d'America per conferenze di fisica. Jane iniziò un dottorato di ricerca. Da questo primo matrimonio il professore ebbe i suoi tre figli: nel 1967 Robert, nel 1970 Lucy e nel 1979 Timothy. Hawking discusse poche volte della sua malattia con Jane, nonostante le responsabilità della casa e della famiglia ricadessero su di lei. Al momento della sua nomina nel 1974 presso la California Institute of Technology di Pasadena, in California, Jane propose a uno dei suoi studenti di vivere insieme con loro per aiutarla a prendersi cura di Hawking. La famiglia trascorse un anno felice e stimolante a Pasadena. Hawking tornò lì da Cambridge nel 1975, stabilendosi in una nuova casa e con un nuovo lavoro; come lettore ebbe Don Page, con il quale intrecciò una stretta amicizia al Caltech, corroborata dall'aiuto in famiglia; ebbe anche una segretaria, in modo che Jane potesse completare la tesi di laurea. Hawking fu il revisore del dottorato di Page, assieme a Kip Thorne.
Nel dicembre del 1977 Jane incontrò l'organista Jonathan Hellyer Jones mentre partecipava alle attività nel coro della chiesa locale. Hellyer Jones entrò in stretti rapporti con la famiglia di Hawking e, a partire dalla metà degli anni '80, lui e Jane svilupparono una stretta relazione personale. Jane sostenne che Hawking accettò la situazione; Jane e Hellyer Jones decisero di non spezzare la famiglia e il loro rapporto rimase platonico per un lungo periodo. Dal 1980, il matrimonio di Hawking rimase teso per molti anni, poiché Jane si sentiva sopraffatta dall'intrusione dell'infermiera nella loro vita familiare, oltre che per le differenze di vedute su temi come la religione.

### Secondo matrimonio e secondo divorzio
Alla fine del 1990, Hawking incominciò una relazione sentimentale con Elaine Mason, sua infermiera personale da anni e moglie di David Mason (l'inventore del sistema di comunicazione usato dallo scienziato). Hawking disse poco dopo a Jane che stava partendo con Mason, quindi se ne andò di casa nel febbraio 1991. Sia Elaine sia Stephen lasciarono i rispettivi coniugi; Jane poté convivere con Jones.
Dopo il divorzio da Jane nel 1995, Hawking sposò Elaine Mason nel mese di settembre, dichiarando "È meraviglioso - Ho sposato la donna che amo"; Jane sposò invece Jonathan Hellyer Jones l'anno seguente. Dopo il suo secondo matrimonio, la famiglia di Hawking si sentì esclusa dalla sua vita. Nei primi cinque anni del ventunesimo secolo, ci fu il forte sospetto che Hawking fosse maltrattato da qualcuno che gli era vicino e doveva prendersi cura di lui (cadde dalla sedia a rotelle fratturandosi un braccio e procurandosi ecchimosi al volto e riportò alcune ustioni solari per essere rimasto troppo tempo seduto in giardino senza fare uso di protezioni adeguate, nonché un taglio da rasoio da barba). Su segnalazione della famiglia e della stampa, nel 2004 furono aperte delle indagini da parte della polizia, principalmente su Elaine ma anche su altre infermiere, sospettando anche che qualcuna di loro manifestasse la sindrome di Münchausen per procura (un disturbo mentale che spinge ad arrecare danni fisici a una persona incapace di reagire, come un figlio piccolo o un disabile, per poi curare tali danni senza farne capire la reale causa e attirare così attenzioni positive su di sé); le indagini furono però presto chiuse perché Hawking si rifiutò di sporgere denuncia, sostenendo sempre che le lesioni erano frutto di cadute accidentali e di distrazioni isolate delle infermiere.
Nel 2006, Hawking ed Elaine Mason divorziarono. Voci della stampa, smentite dalla segretaria di Hawking, dissero che il fisico aveva iniziato una nuova relazione con un'altra infermiera. Nella sua autobiografia del 2013 e in alcune interviste, Hawking negò nuovamente di essere stato maltrattato fisicamente o di aver tradito Elaine, attribuendo il divorzio a una semplice decisione consensuale di entrambi: «Il nostro matrimonio è stato passionale e tempestoso, ma è stata la stampa a dipingermi come una vittima di violenza domestica. Elaine non ha fatto niente di tutto questo». Dopo il 2006, Hawking riprese stabilmente i rapporti con la prima moglie Jane, i propri figli e i nipoti.

## Ricerche

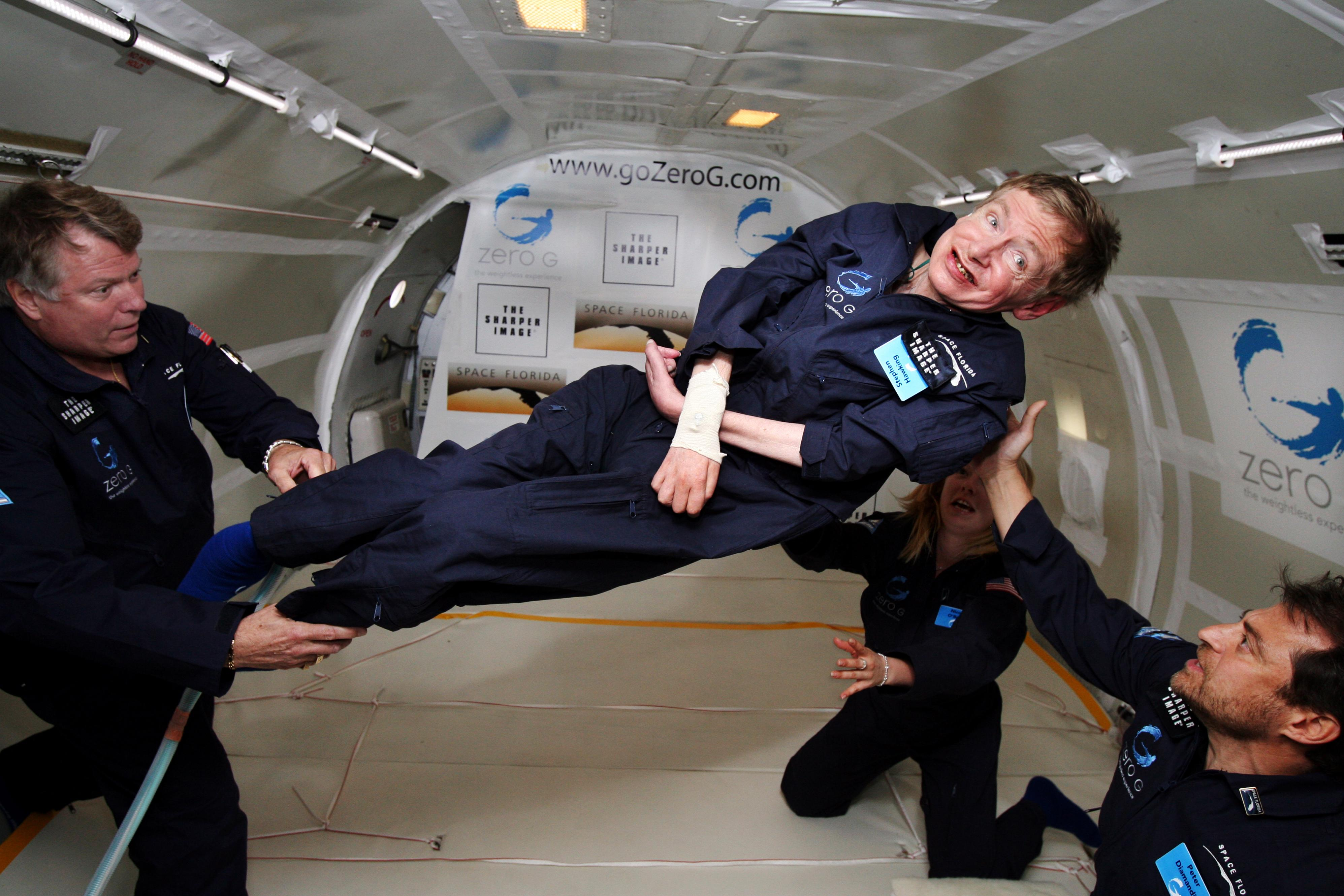
Hawking mentre esegue un'esperienza di volo a gravità zero, nella prospettiva di un viaggio nello spazio offertogli dalla Virgin Galactic di Richard Branson

I principali campi di ricerca di Hawking furono la teoria cosmologica e la gravità quantistica. Per quanto concerne la meccanica quantistica ha sostenuto l'interpretazione a molti mondi. Il suo lavoro sulla cosmologia quantistica e sulla funzione d'onda dell'universo, secondo alcuni, è la ragione del ritrovato interesse per questi argomenti.

### Modelli matematici e singolarità gravitazionali
Verso la fine degli anni sessanta, con il suo amico e collega di Oxford Roger Penrose, ha lavorato sulle singolarità nelle soluzioni delle equazioni di campo dalla teoria della relatività generale, concentrandosi in particolare sui buchi neri. Singolarità come i buchi neri erano state scoperte fin dai primi studi di Karl Schwarzschild, ma erano limitate a particolari condizioni simmetriche di distribuzione della massa-energia, per cui restava aperta la domanda se le singolarità restassero presenti anche in condizioni meno simmetriche e più realistiche. A questo proposito, Hawking dimostrò nel 1971 il primo di molti teoremi che forniscono un insieme di circostanze sufficienti per l'esistenza delle singolarità gravitazionali nello spaziotempo. Questo lavoro ha indicato che le singolarità sono una caratteristica generale e non occasionale della relatività generale, provando che l'universo deve aver avuto origine nel Big Bang, una singolarità in cui le leggi stesse della relatività generale cessano di essere valide per via degli effetti quantistici.

### Studi sui buchi neri
Insieme con Brandon Carter, W. Israel e D. Robinson, ha fornito la prova matematica del teorema dell'essenzialità (No-Hair Theorem) di John Archibald Wheeler, cioè che i buchi neri sono caratterizzati solamente da tre proprietà: la massa, il momento angolare e la carica elettrica. Riguardo a questo, si ricorda la contesa che lo oppose a Jacob Bekenstein, ma alla fine concordarono per una descrizione simile dell'entropia del buco nero. Con Bardeen e Carter, ha inoltre proposto le quattro leggi della termodinamica dei buchi neri, in analogia con la termodinamica classica, in modo da non violare specialmente il secondo principio della termodinamica. Nell'ambito dei teoremi sulla singolarità, Penrose e Hawking hanno proposto che non esista una singolarità nuda, cioè una singolarità isolata non circondata dall'orizzonte degli eventi, in quanto secondo loro una singolarità non dovrebbe essere visibile dall'esterno a causa di un principio che hanno definito "censura cosmica". La questione sull'esistenza di singolarità nude rimane tuttora aperta. Nel 1972 Hawking ha enunciato il teorema dell'area di Hawking, secondo la quale la superficie totale di un buco nero non diminuisce mai.

#### La radiazione di Hawking

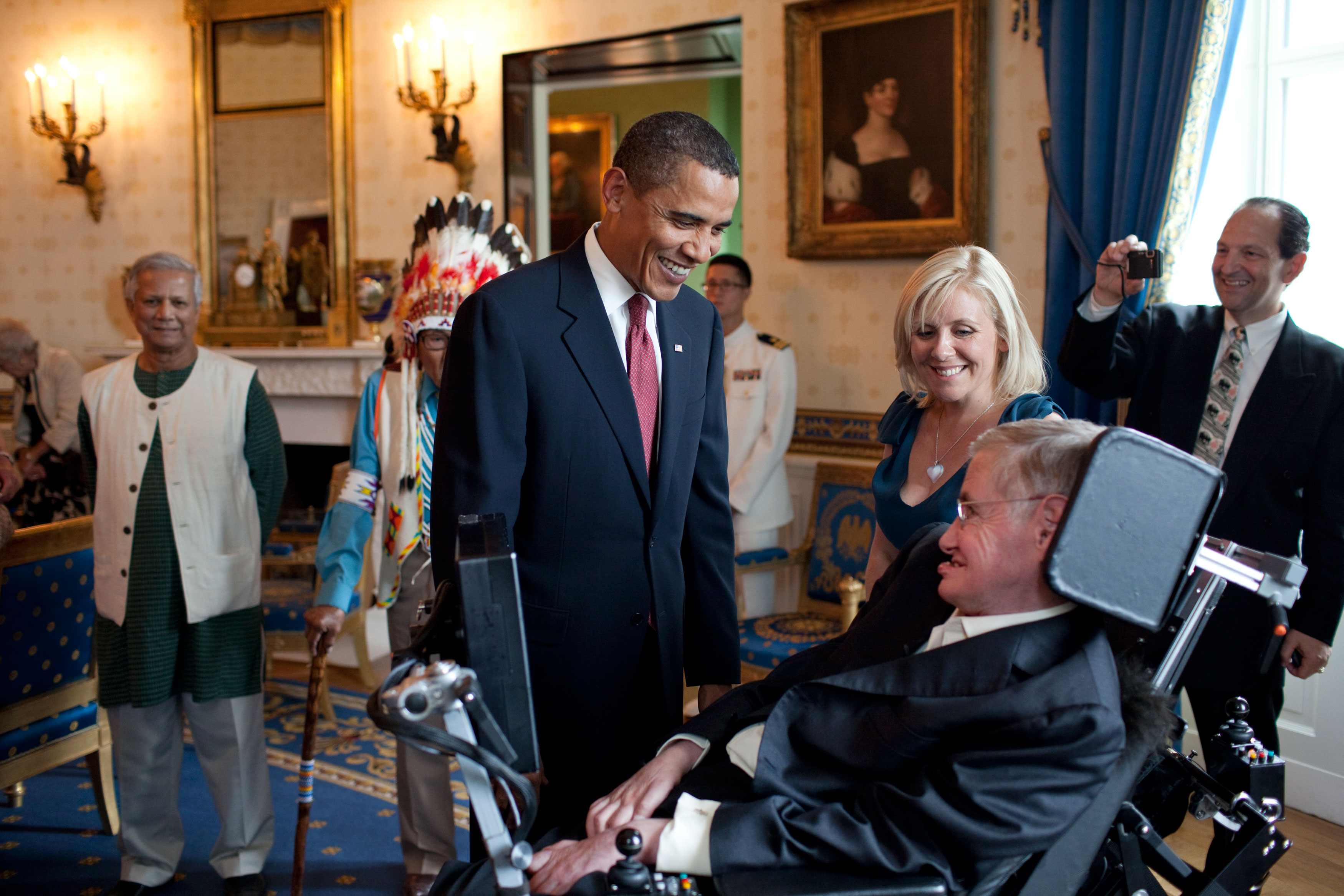
L'ex presidente degli USA Barack Obama insieme con Hawking e la figlia Lucy nella Casa Bianca, durante il conferimento allo scienziato della medaglia presidenziale della libertà (agosto 2009)

Nel 1974 dimostrò che, dal punto di vista termodinamico, i buchi neri sono corpi neri e sono descritti dalle leggi della termodinamica: posseggono cioè una temperatura e un'entropia definite dal loro campo gravitazionale e dalla loro superficie. Di conseguenza, nonostante il teorema dell'area, dovrebbero irradiare, grazie a un fenomeno quantistico, particelle subatomiche (oltre che produrre lampi di raggi gamma, raggi x e dando origine alla luminosità dei quasar).
Questa radiazione, nota come radiazione di Hawking, ha caratteristiche termiche e dovrebbe portare alla progressiva diminuzione di massa del buco nero. Il meccanismo quantistico che produce questa radiazione occorre in quanto, sull'orizzonte degli eventi, coppie di particelle e antiparticelle virtuali che sono emesse normalmente nel vuoto dalle fluttuazioni quantistiche potrebbero separarsi, una delle due potrebbe cadere nel buco nero e l'altra potrebbe sfuggirgli, invece che annichilirsi entrambe subito dopo la loro creazione. Il buco nero assorbirebbe quindi un'antiparticella prima che questa si annichilisca con la relativa particella esterna al buco nero; la particella viene invece lasciata sfuggire, ed è rilevabile sotto forma di radiazione. L'antiparticella corrispondente invece si annichilirà con una particella della materia all'interno del buco nero, diminuendone quindi la massa fino alla cosiddetta "evaporazione" completa dopo circa 1066 anni (10100 o più per i buchi neri di grande massa).
Non è ancora chiaro tuttavia il possibile risultato finale dell'evaporazione di un buco nero, anche se Hawking ha ipotizzato che i buchi neri possano divenire molto piccoli e poi esplodere con estrema forza. Hawking scommise nel 1975 con il collega Kip Thorne che Cygnus X-1 (un probabile buco nero stellare) non fosse un buco nero, con la motivazione che aveva dedicato la vita agli studi sui buchi neri e, se non esistessero, almeno si sarebbe consolato vincendo una scommessa. Il fisico britannico decise di arrendersi ed ammise di aver perso la scommessa con Thorne quando, a partire dal 1990, i dati osservativi rinforzarono l'ipotesi dell'esistenza del buco nero, oggi in larga parte confermata.

#### Il paradosso dell'informazione dei buchi neri
(Stephen Hawking e Roger Penrose)
Il paradosso dell'informazione del buco nero implica che l'informazione potrebbe "sparire" una volta finita in un buco nero, permettendo a molti stati fisici iniziali di evolvere nello stesso identico stato. Le particelle e i corpi che finiscono in un buco nero contengono molte informazioni relative al loro stato e alla loro forma, ma il buco nero può essere descritto solamente con poche variabili (massa, momento angolare e carica elettrica), sicché non è chiaro se tutta l'informazione delle particelle che sono finite nel buco nero venga conservata al suo interno. In particolare, la domanda cruciale è se l'informazione possa uscire, o al contrario venga distrutta, mentre il buco nero lentamente evapora. La violazione della conservazione dell'informazione comporterebbe la violazione dell'unitarietà della teoria che dovrebbe descrivere la gravità quantistica, fatto considerato innaturale.
Per questo problema, Hawking ha proposto diverse soluzioni; ha ad esempio appoggiato l'idea che le particelle possano attraversare l'orizzonte degli eventi per via dell'effetto tunnel, potendo quindi trasportare informazioni al di fuori del buco nero. In alternativa, sostiene sia possibile che le informazioni possano invece uscire da un buco bianco, oppure come informazione degradata dallo stesso buco nero con la radiazione. Un'altra soluzione da lui appoggiata è che i buchi neri possano essere stelle nere, cioè corpi del tutto analoghi al buco nero stellare ma senza orizzonte degli eventi.

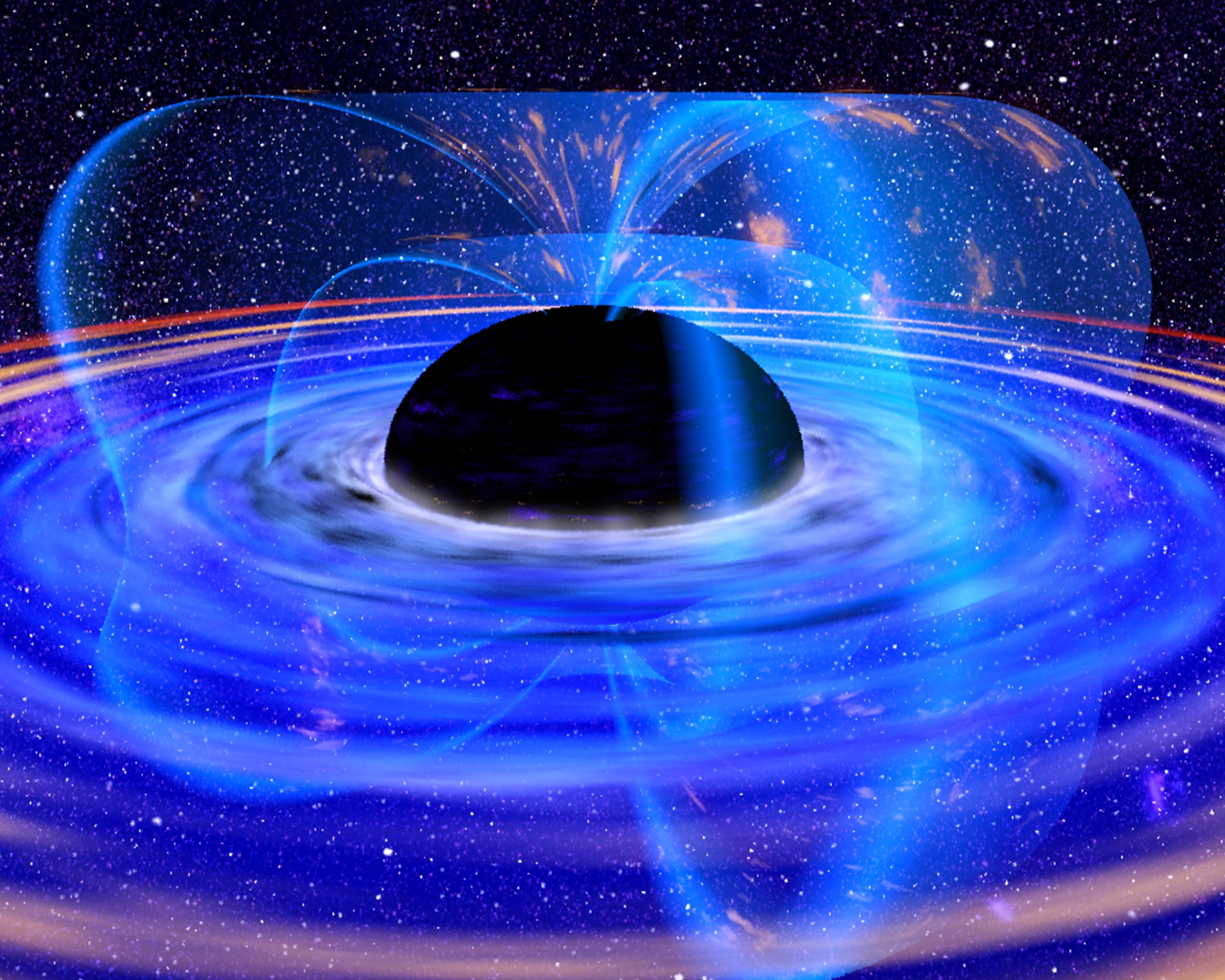
Un buco nero in una rappresentazione artistica della NASA

Nel 2015 ha elaborato una nuova soluzione matematica al paradosso, da lui considerata quella definitiva e pubblicata nel gennaio 2016, secondo cui il buco nero conserva sempre l'informazione, pur cancellandola, in parziale deroga del teorema no-hair: alcune particelle lascerebbero un'impronta olografica a due dimensioni sull'orizzonte degli eventi, in questo modo l'informazione seppur parziale e caotica, sopravvive e torna indietro con la radiazione, e non sono violate né la relatività generale, né la meccanica quantistica o la legge di conservazione dell'energia.
Nel documento pubblicato sul web, Hawking e i colleghi Malcolm J. Perry dell'Università di Cambridge e Andrew Strominger di Harvard spiegano, con le parole riassuntive di Strominger, che «abbiamo dimostrato che quando una particella carica entra, si aggiunge un fotone al buco nero. Quindi si aggiungono "capelli" al buco nero»; il fotone prodotto dalla particella negativa entrata nel buco nero, e che fa perdere massa tramite annichilazione, non entra all'interno dell'oggetto. Secondo Hawking, questi "peli" o "capelli" - Wheeler con "peli" intendeva qualcosa che potrebbe sporgere dal buco nero per rivelare i dettagli dell'oggetto che l'ha creato, in particolare le linee del campo magnetico di una stella - sono dimostrabili sperimentalmente e restano sull'orizzonte degli eventi essendo molto piccoli e privi di massa. Se il fotone (o in alternativa un gravitone) è "soffice" ("soft photon", con un'energia di punto zero, troppo bassa per essere rilevata), il buco nero mantiene la stessa energia, ma un momento angolare diverso, che porterebbe alla fuoriuscita di una specie di "fiocco di neve" con proprietà legate alla sua origine e alla sua storia. Potrebbe essere possibile, quindi, analizzando il magnetismo e gli effetti correlati ai buchi neri, recuperare informazioni sugli oggetti che li hanno creati, e il determinismo delle leggi fisiche non sarebbe aggirato dal paradosso.

#### I buchi neri primordiali
Un'altra teoria sostenuta da Hawking ipotizza la presenza dei buchi neri primordiali, generati dalle fluttuazioni nella densità della massa-energia nei primissimi istanti di vita dell'universo anziché dal collasso di una stella massiccia. Questi micro buchi neri, potendo avere una massa minore rispetto a quelli generati dai collassi stellari, emetterebbero una radiazione più intensa e sarebbero quindi individuabili dalle sonde e dagli osservatori astronomici. Se queste radiazioni fossero effettivamente rilevate, permetterebbero una verifica sperimentale dell'esistenza della radiazione di Hawking.

### Prove sperimentali
I buchi neri primordiali e la radiazione di Hawking (a differenza di altri raggi o effetti provenienti al di fuori dei buchi neri) non sono mai stati osservati fino a ora; i tentativi principali di osservare questi fenomeni sono concentrati nelle onde gravitazionali della radiazione cosmica di fondo. L'assenza di prove sperimentali per le sue teorie è forse all'origine della mancata assegnazione del premio Nobel per la fisica a Hawking, come lui stesso sostenne. Alcuni esperimenti hanno riprodotto in laboratorio dei sistemi che si comportano in maniera analoga a quella dei buchi neri, dove l'emissione di radiazione è però rappresentata da onde acustiche. Nel maggio del 2016 infatti, basandosi sui dati raccolti e sulla teoria di Hawking, Jeff Steinhauer, dell'Istituto israeliano Technion di Haifa, ha dichiarato di aver simulato un buco nero in laboratorio, verificando la teoria dell'evaporazione degli oggetti come descritta dal fisico britannico 42 anni prima. Secondo il Times questa teoria e dimostrazione relativa avrebbe potuto valergli realmente il Nobel.

### Modelli cosmologici

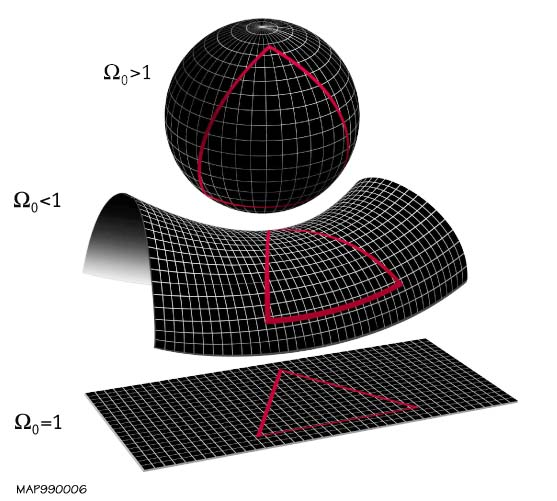
La geometria locale dell'universo è determinata dal fatto che Omega sia minore, uguale o maggiore di 1. Dall'alto verso il basso abbiamo un universo sferico (chiuso), uno iperbolico e uno piatto (entrambi aperti). Hawking ha sostenuto il primo modello, ma ha affermato che anche il terzo è possibile e adeguato. Non esiste un inizio o un confine reale nell'universo di Hartle-Hawking.

I contributi di Hawking furono molto importanti per lo sviluppo del modello standard della cosmologia, che implica il Big Bang caldo. In collaborazione con James Hartle, ha sviluppato poi dagli anni ottanta un modello di cosmologia quantistica in cui l'universo non ha confini nello spaziotempo, sostituendo il Big Bang, inteso come singolarità gravitazionale iniziale, con un modello matematico che egli descrive per analogia come la regione di un polo terrestre: nessuno può viaggiare più a nord o più a sud dei rispettivi poli in quanto in tale luogo non esiste un contorno (arrivare alla singolarità nuda diventa impossibile come nel paradosso dello stadio di Zenone).
Originariamente la nuova proposta prevedeva una forma dell'universo di tipo chiuso a forma di sfera, ma le discussioni con Neil Turok hanno portato a concludere che la proposta di assenza di condizioni al contorno, caratterizzata dall'istantone e dal tempo immaginario (a differenza del tempo reale che è legato allo spaziotempo, esso può essere senza limiti), è valida anche nel caso di un universo aperto, come una cupola a geometria piatta euclidea. Questo modello è comunque diverso da altri simili, come la teoria dello stato stazionario.
Secondo Hawking è anche possibile che la materia e l'energia fossero condensate, in questo stato senza confini, in un buco nero primordiale, da cui sono emerse per le leggi quantistiche e della relatività. Hawking ha sostenuto anche che il Big Bang è un buco nero al contrario, quindi simile a un buco bianco, essendo entrambi singolarità. Quindi la materia potrebbe uscire in seguito, passando per un wormhole, un varco spaziotemporale ipotizzato dalla relatività generale, in un altro punto dell'universo (questo sarebbe facile specialmente in un universo a forma di "ciambella" o toroide), o da un buco bianco in un altro universo, se il buco nero è rotante e molto grande (ma non potrà tornare indietro). Quest'idea è stata ripresa da Lee Smolin per la sua teoria della selezione naturale cosmologica, un modello di multiverso alternativo a quello della teoria delle stringhe, in cui i buchi neri creano universi paralleli.
Insieme con Thomas Hertog del CERN, nel 2006 Hawking ideò uno sviluppo ulteriore della sua proposta senza confini, un modello di "cosmologia top-down" (dalle strutture grandi alle piccole, un modello di Fine-tuned Universe che si oppone al modello "bottom-up", cioè dal basso in alto, dallo ieri all'oggi), per cui l'universo non aveva alcuno stato unico iniziale, e quindi è inappropriato per i fisici tentare di formulare una teoria che cerchi di predire la configurazione attuale dell'universo partendo da un preciso stato iniziale. La cosmologia top-down di Hawking postula che il presente possa selezionare il passato da una sovrapposizione di molte possibili storie (la cosiddetta somma sulle storie di Richard Feynman o integrale sui cammini, già usata per il modello senza confini; in esso ogni particella segue ogni possibile storia). Secondo questa teoria matematica è inevitabile scoprire le attuali costanti fisiche del nostro universo, dato che l'attuale universo "seleziona" soltanto quelle storie passate che hanno portato alle condizioni presenti.
Come nell'interpretazione a molti mondi, e proprio come nella selezione naturale, le storie in cui le costanti fisiche e le condizioni non sono adatte allo sviluppo della vita o collassano oppure semplicemente non permettono la nascita di esseri intelligenti in grado di porsi domande sull'origine e la natura dell'universo. C'è chi attribuisce a questo, e ai precedenti lavori di Hawking sulla funzione d'onda dell'universo, la ragione del ritrovato interesse della comunità dei fisici teorici per la teoria a molti mondi, in alternativa alla più diffusa delle interpretazioni della meccanica quantistica, quella di Copenaghen (secondo cui solo una storia prosegue, le storie parallele collassano immediatamente). In questo modo si fornisce una spiegazione antropica per il motivo per cui ci troviamo in un universo che permette l'esistenza della materia stabile e della vita, senza per questo dover invocare l'esistenza di molteplici universi, cosa che Hawking comunque non esclude affatto, in quanto il modello top-down da lui descritto è parte della Teoria M e si adatta anche con le dimensioni extra. Egli non ha mai escluso difatti la teoria del multiverso, ossia la possibilità di più universi (prevista da molti modelli cosmologici), ognuno con la sua relativa nascita e le sue leggi fisiche peculiari, e varie teorie di universi eterni o autoriproducenti. Hawking perciò afferma che anche se il Big Bang di 13,7 miliardi di anni fa potesse anche non essere l'inizio assoluto; l'universo o gli universi sarebbero eterni, auto-creati e auto-riproducenti. Se esistono molti universi, allora la legge delle probabilità spiega l'apparente perfezione di quello dove viviamo, in senso "evoluzionistico", in particolare la possibilità che la Terra abbia sviluppato la vita, specie se essa è rara (la cosiddetta ipotesi della rarità della Terra). Queste teorie hanno avuto molta importanza per lo sviluppo della concezione religiosa di Hawking. L'ordine in passato era attribuito al creatore, oggi può apparire anche solo frutto della legge dei grandi numeri, implicata, come naturale seguito, in queste teorie.
Altri suoi lavori di fisica teorica cosmologica riguardano la nucleosintesi dell'elio nell'anisotropia post-Big Bang, un modello matematico di cosmologia a grandi N (Large N cosmology o N-Body Cosmology), la densità della matrice dell'universo, la topologia e la struttura a grande scala dell'universo, gli universi "neonati", l'istantone di Yang-Mills, la natura dello spaziotempo, la radiazione gravitazionale, nonché varie questioni di natura filosofica e di teologia, fino a studi di astrobiologia e futurologia.
Negli anni '80 Hawking si occupò anche dell'idea teorica della freccia del tempo, delle leggi della termodinamica, e della discussione sulla teoria dell'inflazione, assieme con i primi proponenti Alan Guth e Andrej Linde, ipotizzando con loro la possibile esistenza teorica di una costante cosmologica di origine quantistica (energia del vuoto o energia di punto zero), per la cui apparente scomparsa si facevano diverse ipotesi; con la scoperta dell'universo in accelerazione tale costante, già introdotta da Einstein come artificio matematico, è stata riconsiderata e identificata con l'energia oscura.
L'ultimo lavoro teorico di Hawking, completato poco prima della morte assieme a Thomas Hertog e pubblicato dopo la sua scomparsa, è incentrato sull'esistenza del multiverso, nella versione basata sulla teoria dell'inflazione eterna originatasi presumibilmente al momento del Big Bang che ha creato anche il nostro universo, destinato infine alla morte termica. Si tratta di un lavoro che si innesta sugli studi di Andrej Linde (teoria delle bolle) e una versione avanzata della teoria dello stato senza confini di Hartle-Hawking. Hertog ha descritto il paper come «il modello originale senza confini di Stephen su una base matematica più solida. Questo riuscirebbe a limitare il multiverso a un insieme finito e gestibile (di universi), permettendo così di testare il modello». Tracce di ipotetici altri universi potrebbero essere identificate studiando la radiazione cosmica di fondo.

#### Dibattito sul bosone di Higgs
Come parte di un'altra controversia scientifica di lunga data, Hawking aveva enfaticamente sostenuto, e scommesso, che il bosone di Higgs non sarebbe mai stato trovato. La particella era stata proposta da Peter Higgs come parte della teoria del campo di Higgs nel 1964. Hawking e Higgs furono impegnati in un acceso dibattito pubblico sulla questione nel 2002 e di nuovo nel 2008, con Higgs che criticò il lavoro di Hawking, lamentando che la "celebrità di Hawking gli permetta una credibilità immediata che gli altri non hanno". Quando la particella venne scoperta nel luglio 2012 al CERN, dopo la costruzione del Large Hadron Collider, Hawking ammise subito di aver perso la scommessa e dichiarò che Higgs doveva vincere il premio Nobel per la Fisica, cosa avvenuta nel 2013.

#### Sostegno alla teoria delle stringhe e teoria M

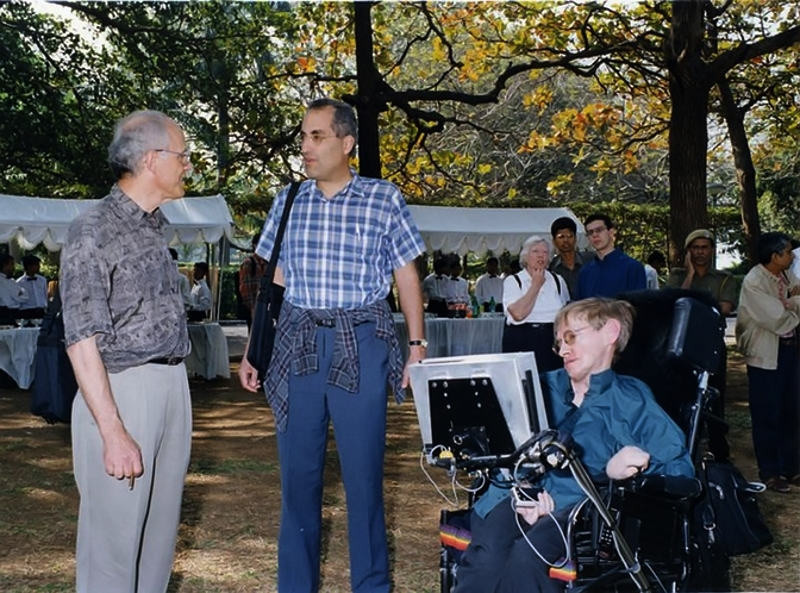
Hawking nel 2001, assieme ai colleghi David Gross ed Edward Witten, a una conferenza mondiale sulla teoria delle stringhe

Dagli anni 2000 Hawking si è interessato anche alla teoria delle stringhe e si è concentrato con altri, come il citato Turok e Michio Kaku, sulla teoria M, una possibile teoria del tutto che intende unificare le cinque varianti della teoria delle stringhe e che si sviluppa anche attorno al concetto di multiverso, spiegando le condizioni così adatte del nostro universo alla vita umana.
Nel 1988 affermò che l'esistenza di altre galassie e l'omogeneità e isotropia a grande scala dell'universo sembra in contrasto con il principio antropico forte: "L'universo deve avere quelle proprietà che permettono alla vita di svilupparsi al suo interno a un certo punto della sua storia". Su posizioni simili si ritrovano le teorie di Frank Tipler, John D. Barrow e Brandon Carter. In seguito all'adesione al modello della teoria M, cambiò però opinione, diventando un deciso sostenitore del principio. All'inizio egli era perplesso sulla validità della teoria M, ma poi si è convinto che si tratta di una teoria convincente, non solo per la spiegazione del principio antropico forte, ma soprattutto poiché unifica la teoria delle superstringhe e la teoria della supergravità, fornendo una soluzione adeguata all'apparente inconciliabilità di quantistica e relatività. Al momento non vi sono prove sperimentali dirette a sostegno della teoria delle stringhe e della teoria M.

## Opinioni

### Politica
Hawking ha più volte espresso posizioni progressiste dal punto di vista politico e sociale. Ha difeso apertamente il sistema sanitario pubblico del Regno Unito, progressivamente ridotto dagli anni '80, affermando di avervi ricevuto ottime cure mediche, e ha pensato che fosse importante mettere le cose in chiaro testimoniando i benefici della sanità universalistica. Ha anche supportato il Partito Laburista. Alcune polemiche hanno suscitato l'annullamento della sua presenza in alcuni congressi scientifici e incontri pubblici svoltesi in Israele, come protesta contro la politica israeliana nei confronti dei palestinesi della Striscia di Gaza. Nel 2014 ha lanciato un appello perché venisse posta fine alla guerra civile siriana. Nel 2016 ha firmato, insieme ad altri scienziati della Royal Society, una lettera contro l'uscita del Regno Unito dall'Unione europea.

### Futuro dell'umanità
(Stephen Hawking, Il grande disegno: Che cosa sappiamo oggi dell'universo, 2010.)

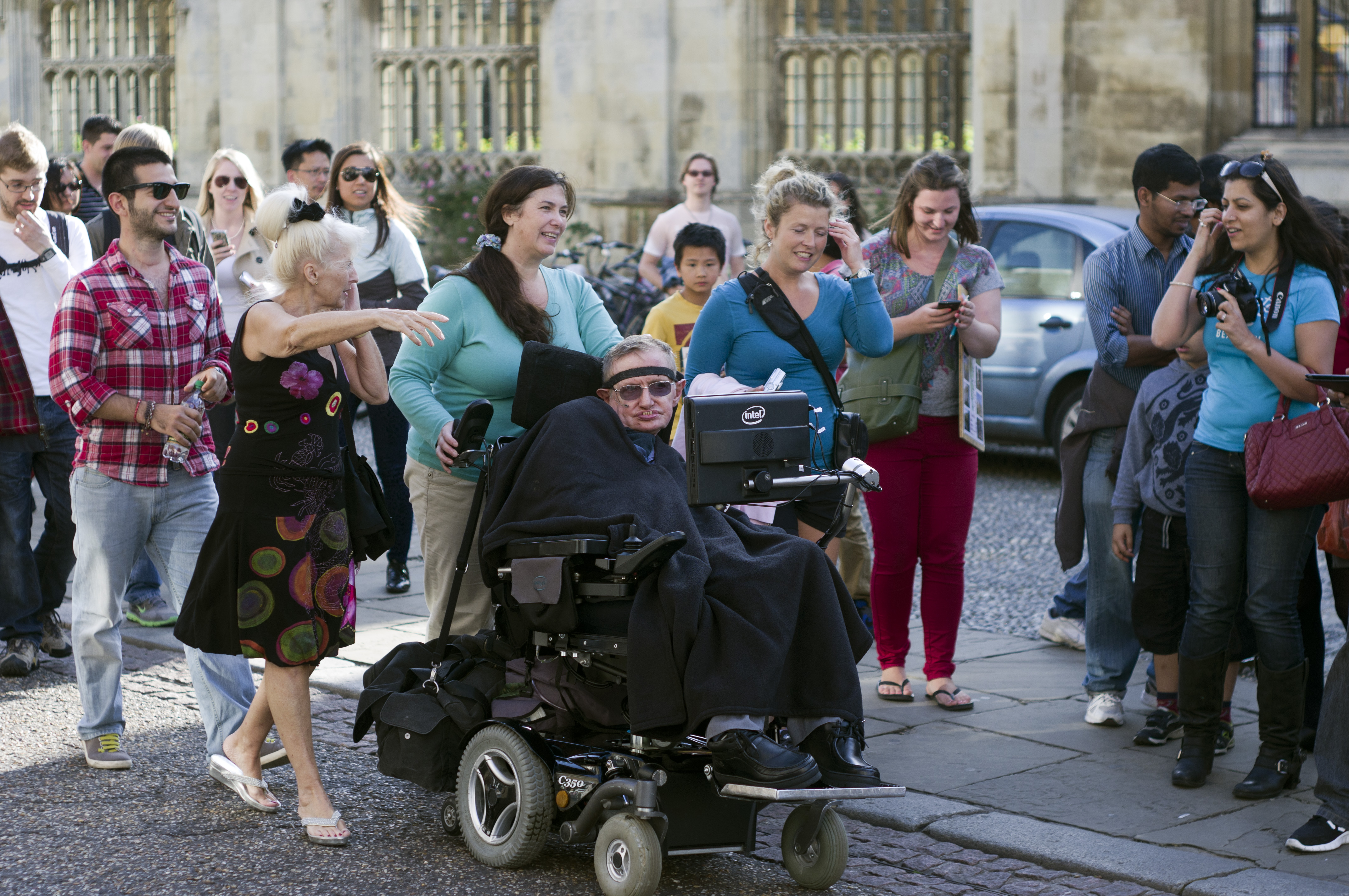
Hawking il 26 agosto 2012

Più volte lo scienziato ha affermato la necessità per l'umanità di poter creare colonie spaziali e ha manifestato le sue inquietudini sulla possibilità che l'uomo possa autodistruggersi, tramite la distruzione dell'ambiente, la diffusione di virus geneticamente modificati come armi biologiche, la costruzione di un'intelligenza artificiale che possa "ribellarsi" all'essere umano o lo scoppio di una guerra nucleare. Ha però anche dichiarato che «dovremmo aver paura del capitalismo, non dei robot: l'avidità degli uomini porterà all'apocalisse economica». Riguardo alla distribuzione ineguale della ricchezza, ha detto:
Il 25 settembre 2015 viene lanciata in tutto il mondo l'iniziativa The Global Goals, che vede Hawking protagonista insieme con tanti altri attivisti e artisti, tra i quali Malala Yousafzai, Anastacia, Stevie Wonder, Kate Winslet, Bill e Melinda Gates, Jennifer Lawrence, la regina Rania di Giordania, Jennifer Lopez, Meryl Streep e molti altri. I leader mondiali si sono impegnati a rispettare 17 obiettivi globali da realizzare nei prossimi 15 anni, tra cui i più importanti sono eliminare la povertà estrema, combattere la disuguaglianza e le ingiustizie ed impegnarsi contro il cambiamento climatico.

### Diritti dei disabili
Hawking era impegnato anche per i diritti dei disabili, soprattutto quelli nella sua stessa condizione, e sosteneva il diritto all'eutanasia e al suicidio assistito.
Nel 2012 ha partecipato alla cerimonia di apertura delle Paralimpiadi di Londra, mentre nel 2014 ha aderito alla campagna dell'Ice Bucket Challenge, gesto di sensibilizzazione verso i malati di SLA, anche se sono stati i suoi figli e nipoti a farsi rovesciare il secchio di acqua ghiacciata sulla testa al suo posto, in quanto compiere tale gesto gli avrebbe fatto rischiare in modo non trascurabile una ricaduta della polmonite che l'aveva colpito nel 2013.

### Vita extraterrestre
Hawking è stato un convinto sostenitore dell'esistenza di forme di vita intelligenti extraterrestri, ritenendola altamente probabile a causa della grande estensione dell'universo; ha tuttavia precisato di ritenere che l'uomo farebbe meglio a non cercare un contatto diretto, in quanto, se gli eventuali esseri alieni riuscissero ad arrivare fino a noi, significherebbe che sono in possesso di tecnologie molto più avanzate di quelle umane, e se fossero ostili tali tecnologie li renderebbero in grado di causare enormi danni alla Terra e all'umanità in poco tempo. Ha mostrato interesse per gli studi nell'ambito della ricerca di vita aliena, come quelli del SETI. Si è invece dimostrato scettico sull'ipotesi extraterrestre sugli UFO, data la distanza che ci separerebbe da mondi abitati da civiltà extraterrestri e le poche prove concrete sulla loro esistenza, attribuendoli invece a fenomeni naturali, errori di interpretazione, scherzi o velivoli militari segreti (come i cosiddetti dischi volanti); a tale proposito ha detto: «dato che molti avvistamenti hanno una spiegazione più convenzionale, è ragionevole affermare che UFO non identificabili abbiano un'origine altrettanto convenzionale».

### Concezione religiosa
(Stephen Hawking e Leonard Mlodinow, Il grande disegno, 2010)

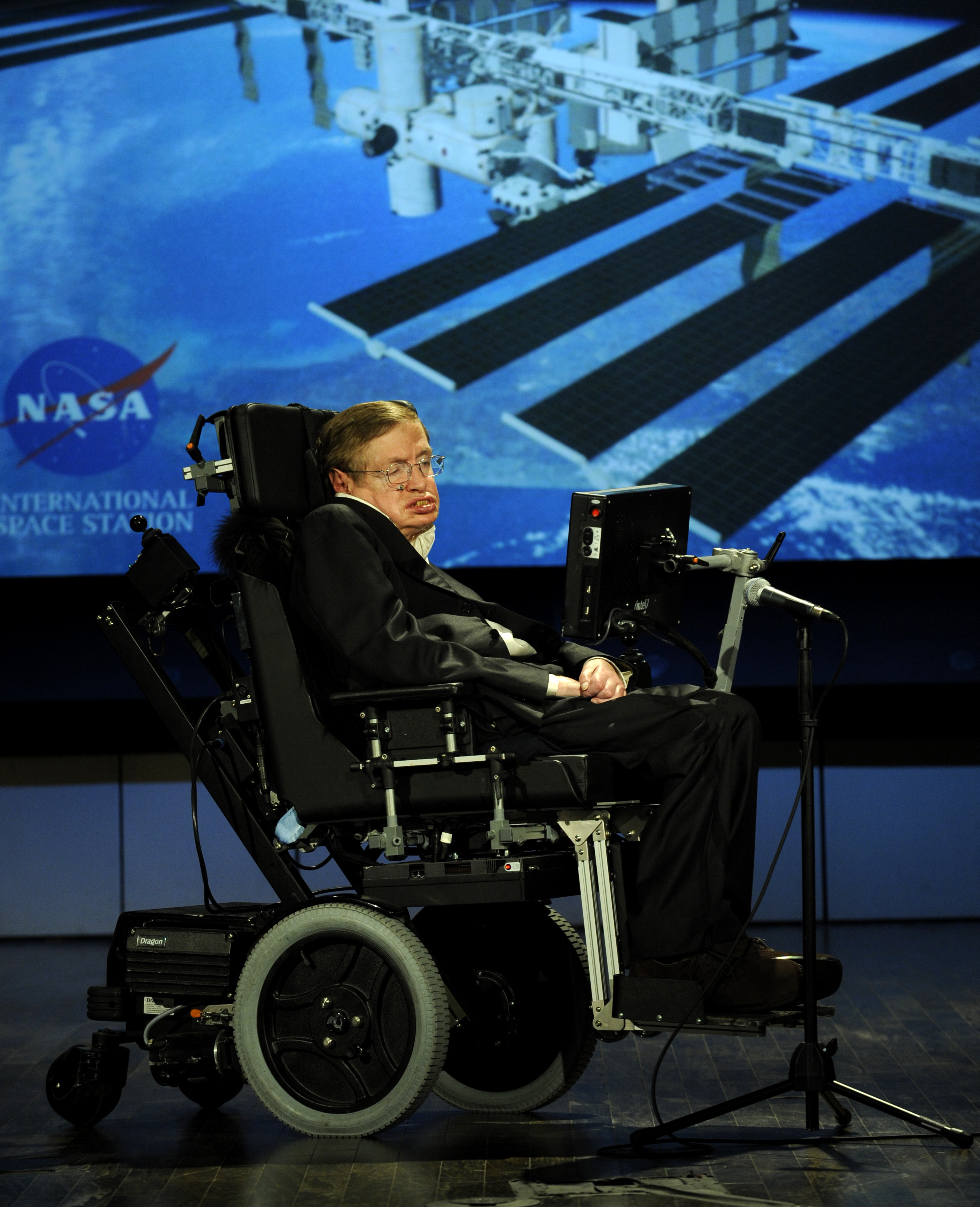
Stephen Hawking in una lettura per il 50º anniversario della NASA (2008)

Negli ultimi anni di vita Hawking si dichiarò ateo, sebbene avesse manifestato in passato interesse per una visione panteista e non trascendente, come quella di Albert Einstein, o una sorta di deismo, come si nota nel capitolo finale del suo libro Dal Big Bang ai buchi neri, in cui usa l'espressione "mente di Dio". Hawking affermò di "non essere religioso, nel senso normale" e credere, in base anche alle proprie convinzioni strettamente cosmologiche, che "l'universo è regolato dalle leggi della scienza. Le leggi possono essere state decretate da Dio, ma Dio non interviene per infrangere le leggi".
Egli sostenne, in un articolo del 2011, che Dio non può conciliarsi con la scienza e non è correlato col nostro mondo. A tal proposito sostenne anche, sulla base del proprio modello cosmologico, e in opposizione al tomismo e in aderenza al materialismo, che l'esistenza non abbia "causa" e che non esiste quindi una causa (cioè Dio) precedente a essa. Nello stesso articolo si dichiara che Hawking era in realtà agnostico, anche se la sua posizione fu specificamente ignostica, cioè quella di chi non ritiene né utile né possibile un'affermazione sull'esistenza di Dio, la quale resta solo una verità di fede (posizione simile a quella di Pierre Simon Laplace). Non specificò mai, fino al 2011, se credesse o meno in Dio o in un'altra entità superiore: nel libro, The Grand Design, scritto insieme con il fisico Leonard Mlodinow, ha elaborato una teoria cosmologica che intende spiegare l'origine dell'universo, il quale, come dichiara lo scienziato in un'intervista sul Times "non è stato creato da Dio". Anche riguardo al rapporto tra religione e scienza, Hawking qui sostiene che non sono conciliabili, in quanto come ha dichiarato sempre sul Times: «c'è una fondamentale differenza tra la religione, che è basata sull'autorità, e la scienza, che è basata su osservazione e ragionamento. E la scienza vincerà perché funziona».
Nel 2011 ha dichiarato espressamente di non credere nell'esistenza di un Dio Creatore (senza esprimersi sulle religioni che invece non parlano di "creazione") perché non è necessario per spiegare l'universo, in quanto lui considera inesistente ciò che sarebbe "fuori dal tempo", e non c'era un tempo prima del Big Bang, a meno che non esista il multiverso, basandosi sul proprio modello cosmologico senza confini. Egli affermava che questa sia la spiegazione più semplice, proprio per lo stesso motivo, per cui una malattia è derivata da una causa fisica, non ha bisogno di una metafisica per spiegarla, portando ad esempio la propria situazione personale.
(Stephen Hawking)

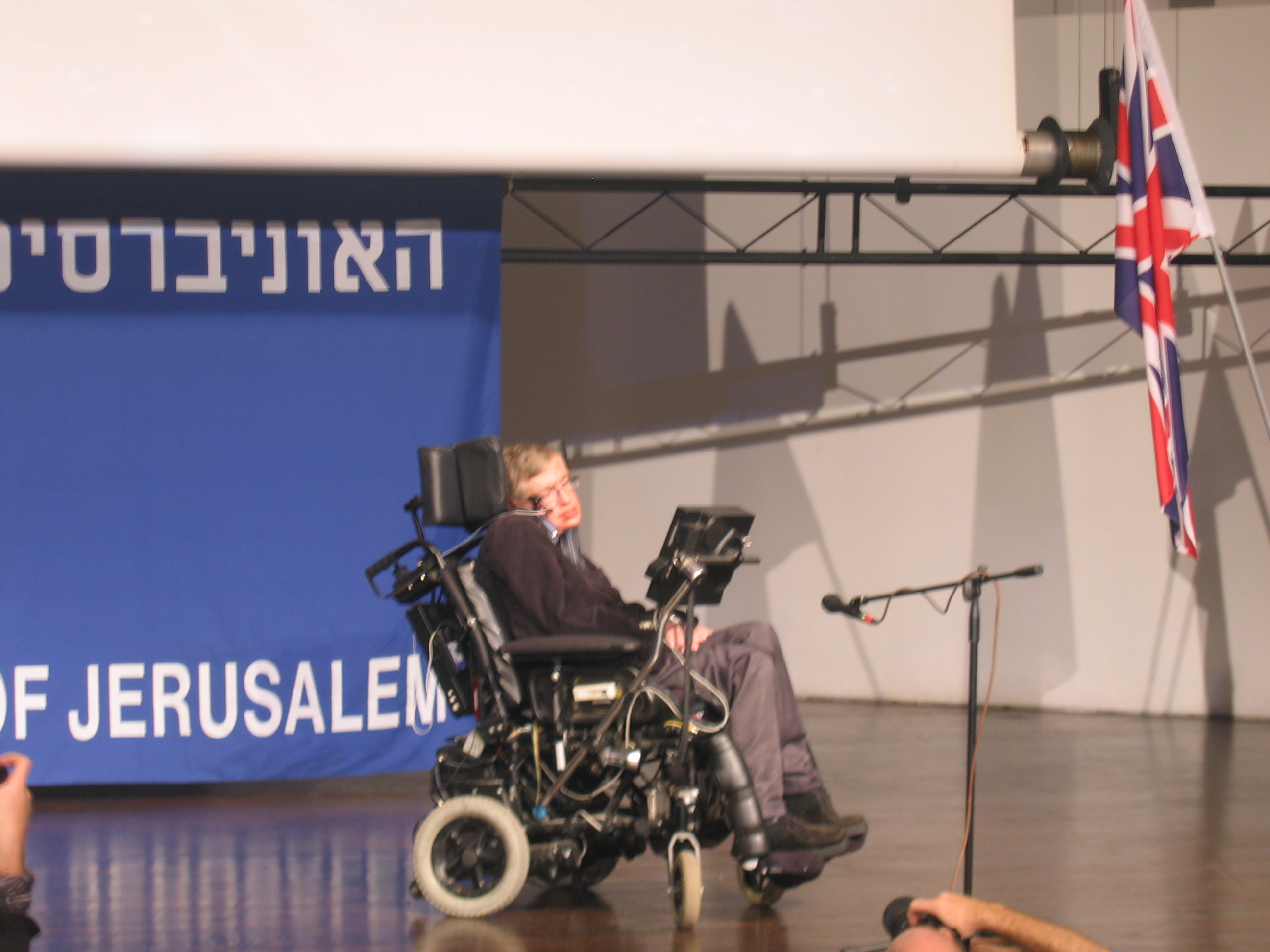
Stephen Hawking a una conferenza all'Università di Gerusalemme

L'universo e le peculiari condizioni che sembrano essersi create provvidenzialmente per permetterci di esistere (universo finemente regolato) trovano risposta nel principio antropico forte, per cui questo universo risulta semplicemente, tra i tanti originatesi in un evento quantistico (multiverso), quello adatto alla nostra esistenza per effetto di selezione e legge dei grandi numeri, e anche la creazione di un intero universo dal "nulla" o senza confini può trovare una spiegazione soddisfacente in ciò che osserviamo e interpretiamo attraverso i nostri modelli fisici, eliminando la necessità di interventi esterni.
Per contro, secondo i critici, Hawking non spiegherebbe come possa esistere ad esempio una legge di gravità senza gravi, così come non spiega come sia concepibile una legge della meccanica quantistica che preceda l'universo dato che in realtà lo presuppone; inoltre, darebbe per scontate le idee elaborate teoricamente della Teoria M. Hawking risponde a queste obiezioni che non c'è bisogno di un Creatore per creare le leggi fisiche, in quanto semplicemente esistono intrinsecamente nella materia/energia, e afferma che, seguendo la mentalità scientifica, non esista l'aldilà ("il paradiso è una fiaba per chi ha paura del buio"), manifestando un'opinione razionalista. Alcuni hanno affermato che Hawking si sia così avvicinato al movimento del nuovo ateismo, il cui maggiore esponente è Richard Dawkins.
Hawking affermava inoltre di essere interessato principalmente ai meccanismi di funzionamento dell'universo, senza indagare a fondo sul perché esistono, in quanto si tratta di campi non scientifici e che quindi la scienza non deve considerare. Egli inoltre sostenne che la fisica sia la nuova metafisica filosofica, come esplicita nell'incipit de Il grande disegno. A tal proposito ha dichiarato di sentirsi "un positivista":
(Stephen Hawking e Roger Penrose)
Hawking, nonostante non fosse credente, è stato per molti anni membro della Pontificia accademia delle scienze.

## Nella cultura di massa
Stephen Hawking è entrato a far parte della cultura di massa attraverso vari canali, diventando, come già accennato, una delle persone simbolo della scienza moderna. Ha dichiarato di ritenere che la sua notorietà nell'immaginario popolare fosse dovuta soprattutto alla sua immagine di "genio disabile", di persona che consegue risultati rilevanti in materie di grandissima difficoltà pur essendo gravemente malato, più che al contenuto delle sue ricerche, che sono molto tecniche e conosciute a fondo solo da altri esperti in materia.
Nel 1994 ha collaborato, prestando la sua voce sintetizzata, al brano Keep Talking, contenuto nel disco The Division Bell dei Pink Floyd. L'inizio della carriera di Stephen Hawking presso l'Università di Cambridge ha ispirato il film per la televisione del 2004 Hawking, prodotto dalla BBC, in cui lo scienziato è interpretato da Benedict Cumberbatch.
Ha partecipato alla realizzazione di un programma di Discovery Channel intitolato L'universo di Stephen Hawking, nel quale l'astrofisico, in ogni puntata, affronta un tema sulla nascita dell'universo. Il programma è costituito da tre puntate: Il big bang, I buchi neri e La nascita di stelle e pianeti. I vari filmati che illustrano i fenomeni cosmici sono realizzati dalla NASA.
Nel 2011 Hawking ha realizzato un documentario in cui appare in prima persona per la serie Curiosity di Discovery Channel, Stephen Hawking's Grand Design, tratto dal saggio Il grande disegno. Il film alterna parti spiegate dallo stesso Hawking tramite il suo sintetizzatore vocale e altre in cui il suo testo viene letto dalla voce fuori campo dell'attore Benedict Cumberbatch.
È apparso di persona nell'episodio 26 della stagione 6 di Star Trek: The Next Generation, esibendosi in una partita a poker con Einstein, Newton e il comandante Data. Hawking è anche apparso numerose volte nelle serie animate di Matt Groening: in particolare, in alcuni episodi de I Simpson (con un computer dotato di gadget particolari) e di Futurama (sia in versione normale sia come testa parlante), in sette episodi di The Big Bang Theory e in Due fantagenitori, dove "dimostra" che in particolari circostanze 2+2 fa 5; appare anche come professore di Brian Griffin ne I Griffin, nella puntata Brian Goes Back to College.
Nel 2014 è uscito il film La teoria del tutto (The Theory of Everything), diretto da James Marsh, dove Hawking è interpretato da Eddie Redmayne, che per questa interpretazione ha vinto il premio Oscar al miglior attore protagonista. Nello stesso anno, a pochi mesi dall'annuncio dell'uscita di The Endless River, l'ultimo album dei Pink Floyd, viene confermata la presenza in tale album del brano Talkin' Hawkin', nel quale, come in Keep Talking esattamente vent'anni prima, è presente la voce sintetica di Hawking.
Nel 2018 appare anche nel film Arrivano i prof, in una foto (si tratta di un palese fotomontaggio) ritraente lui e il professor Mario Locuratolo (interpretato da Claudio Bisio)
Hawking ha usato la sua fama per pubblicizzare alcuni prodotti e brand, tra cui una sedia a rotelle, National Savings, British Telecommunications, Specsavers, Egg Banking,, Go Compare e Jaguar. In questa occasione ha usato il suo nome come un marchio registrato.

## Opere

### Trattati scientifici
- Stephen Hawking e George Ellis, The Large Scale Structure of Spacetime, Cambridge University Press, 1973, ISBN 978-1-139-81095-1.
- Stephen Hawking e Roger Penrose, Il grande, il piccolo e la mente umana (The Large, the Small, and the Human Mind), Milano, Raffaello Cortina, 1998, ISBN 978-88-7078-612-5.
- (EN) Stephen Hawking, Information Loss in Black Holes, Cambridge, 2005.

### Saggistica
- Stephen Hawking, Dal big bang ai buchi neri. Breve storia del tempo [A Brief History of Time, Bantam Press, 1988, ISBN 0-553-05340-X], BUR Biblioteca Univ. Rizzoli, ISBN 88-17-25873-3.
- Stephen Hawking, Black Holes and Baby Universes and Other Essays [Buchi neri e universi neonati e altri saggi], BUR Biblioteca Univ. Rizzoli, 1993, ISBN 88-17-25900-4.
- Stephen Hawking, L'universo in un guscio di noce (The Universe in a Nutshell, Bantam Press, 2001, ISBN 0-553-80202-X), BUR Biblioteca Univ. Rizzoli, ISBN 88-04-50692-X.
- Stephen Hawking e Roger Penrose, La natura dello spazio e del tempo (The Nature of Space and Time), Bureau Biblioteca Univ. Rizzoli, 2002.
- Stephen Hawking, On The Shoulders of Giants. The Great Works of Physics and Astronomy, Running Press, 2002, ISBN 0-7624-1698-X.
- Stephen Hawking e Leonard Mlodinow, La grande storia del tempo (A Briefer History of Time, Bantam Books, 2005, ISBN 0-553-80436-7), BUR Biblioteca Universale Rizzoli, 2012, ISBN 88-17-01351-X.
- Stephen Hawking e Leonard Mlodinow, Il grande disegno (The Grand Design, Bantam Books, 2010), Arnoldo Mondadori Editore, 2011, ISBN 978-88-04-61001-4.
- Stephen Hawking, Le mie risposte alle grandi domande (Brief Answers to the Big Questions, Bantam Books, 2018), Rizzoli, 2018, ISBN 978-8817105279.

### Romanzi per ragazzi
- Serie La grande avventura dell'universo (George):
  -  Stephen Hawking e Lucy Hawking, La chiave segreta per l'universo (George's Secret Key for the Universe), Arnoldo Mondadori Editore, 2007.
  -  Stephen Hawking e Lucy Hawking, Caccia al tesoro nell'universo (George's Cosmic Treasure Hunt), Arnoldo Mondadori Editore, 2009.
  -  Stephen Hawking e Lucy Hawking, Missione alle origini dell'universo (George and the Big Bang), Arnoldo Mondadori Editore, 2011.
  -  Stephen Hawking e Lucy Hawking, Il codice dell'Universo (George and the Unbreakable Code), Arnoldo Mondadori Editore, 2015.
  -  Stephen Hawking e Lucy Hawking, I cercatori dell'universo (George and the Blue Moon), Arnoldo Mondadori Editore, 2016.
  -  Lucy Hawking, da un'idea di Stephen Hawking, L'ultimo viaggio nell'universo (George and the Ship of Time), Arnoldo Mondadori Editore, 2018.

I primi tre volumi sono riuniti nella raccolta La grande avventura dell'universo, Mondadori, 2012.
Con il libro La chiave segreta per l'universo, primo volume della serie La Grande Avventura dell'Universo, lo scienziato ha vinto l'Oscar Bestsellers, nel 2009.

### Altro
- Stephen Hawking, La teoria del tutto. Origine e destino dell'universo (The Theory of Everything, 2002), RCS 2003 e BUR, Rizzoli. Libro non autorizzato da Stephen Hawking che raccoglie il contenuto di sette lezioni tenute a Cambridge prima del 1996. Alcuni brani sono identici a Dal Big Bang ai buchi neri, di cui questo libro rappresenta un ideale riassunto.[202]
- Breve storia della mia vita, Mondadori, 2013. Autobiografia di Hawking.

## Riconoscimenti
- 1975 – Medaglia Eddington[203]
- 1976 – Medaglia Hughes della Royal Society
- 1976 – Premio Dannie Heineman per la fisica matematica
- 1979 – Medaglia Albert Einstein
- 1981 – Medaglia Franklin
- 1985 – Medaglia d'oro della Royal Astronomical Society[204]
- 1986 – Membro della Pontificia accademia delle scienze
- 1988 – Premio Wolf per la fisica (con Roger Penrose)[205]
- 1989 – Premio Principe delle Asturie, nella sezione Concord
- 1995 – Intitolazione dell'asteroide 7672
- 1999 – Premio Julius Edgar Lilienfeld dell'American Physical Society[206]
- 2003 – Premio Michelson Morley della Case Western Reserve University
- 2006 – Medaglia Copley della Royal Society[207]
- 2008 – Premio Fonseca dell'Università di Santiago di Compostela[208]
- 2013 – Fundamental Physics Prize[209]
- 2015 – Medaglia Scienze Comunicazione della Royal Society
- 2016 − Professore onorario dell'Instituto de Astrofísica de Canarias[210][211]
- 2016 − Intitolazione di una nuova specie, l'ibrido Ophrys ×celani nothosubsp. hawkingi (Orchidaceae) [212][213].

## Filmografia principale
- Dal big bang ai buchi neri (A Brief History of Time) - documentario, regia di Errol Morris (1992)[221]
- Star Trek: The Next Generation - serie televisiva, episodio 6x26 (1993),[222] interprete: sé stesso
- Stephen Hawking's Universe - documentario (1997)[223][224]
- Hawking, regia di Philip Martin (2004),[225] interprete: Benedict Cumberbatch
- Horizon: The Hawking Paradox - documentario (2005)[226]
- Masters of Science Fiction - serie televisiva (2007),[227][228] voce narrante (sintetizzatore)
- Stephen Hawking and the Theory of Everything - documentario, regia di Gary Johnstone (2007)
- Stephen Hawking: Master of the Universe - documentario (2008)[228]
- Into the Universe with Stephen Hawking - documentario (2010)[229]
- Brave New World with Stephen Hawking - documentario (2011)[230]
- Curiosity: Stephen Hawking - Il Grande Disegno (Stephen Hawking's Grand Design) - documentario (2012), voce (sintetizzatore); voce fuori campo di Benedict Cumberbatch
- The Big Bang Theory - serie televisiva (2012),[231] interprete: sé stesso
- Stephen Hawking: A Brief History of Mine - documentario (2013)
- Hawking (2013) - interprete: attori vari, sé stesso (in età matura)
- La teoria del tutto (The Theory of Everything), regia di James Marsh (2014),[232] interprete: Eddie Redmayne; voce (sintetizzatore) nel discorso finale
- Genius By Stephen Hawking - serie docufiction (2016), interprete: sé stesso

### Annotazioni
1. ↑  Queste particelle e antiparticelle compaiono continuamente per fluttuazione quantistica e seguendo il principio di indeterminazione di Heisenberg
2. ↑  

Per rispettare la legge di conservazione dell'energia complessiva, la particella che è precipitata nel buco nero deve avere energia negativa (rispetto a un osservatore che si trovi lontano dal buco nero).
3. ↑  anziché fotoni o particelle come accade normalmente,
4. ↑  Ipotesi come il teorema della scimmia instancabile possono infatti verificarsi solo con un tempo infinito, rendendo necessario un multiverso, una selezione naturale cosmologica o l'uso dell'integrale sui cammini come fatto da Hawking, per spiegare con la matematica e il probabilismo, non con la casualità, la fortuna o la teologia e il disegno intelligente, le condizioni vivibili del nostro universo. Il tempo dal Big bang a oggi non potrebbe essere sufficiente per una selezione del genere. Cfr. R. Dawkins, L'orologiaio cieco (1986, capitolo III).
5. ↑  "Because there is a law such as gravity, the universe can and will create itself from nothing. Spontaneous creation is the reason there is something rather than nothing, why the universe exists, why we exist! It is not necessary to invoke God...".
6. ↑  Nel famoso dialogo con Napoleone
7. ↑  In Breve storia della mia vita scrive: «Per i miei colleghi sono semplicemente un fisico come un altro, ma per il pubblico più vasto sono forse diventato lo scienziato più famoso del mondo. Ciò è dovuto in parte al fatto che io corrispondo allo stereotipo del genio disabile. Non posso camuffarmi con una parrucca e degli occhiali scuri: la sedia a rotelle mi tradisce».